# Eurofins Scientific
Eurofins Scientific é um grupo de laboratórios de análises especializados na indústria alimentar, farmácia, ambiente e biologia médica, criado em Nantes em 1987.
O Grupo Eurofins possui uma rede internacional de mais de 800 laboratórios em 50 países e um portfólio de mais de 200.000 métodos analíticos validados para caracterizar a segurança, identidade, pureza, composição, autenticidade e origem de produtos e substâncias biológicas. Por meio de pesquisa e desenvolvimento, licenciamento e aquisições, o Grupo baseia-se nos mais recentes desenvolvimentos no campo da biotecnologia e das ciências analíticas.
A Eurofins adquiriu a alemã MWG-Biotech e em 2011 a americana Lancaster Laboratories, sendo esta última adquirida por 150 milhões de euros.